# آية سوجيموتو
آية سوجيموتو (باليابانية: 杉本 彩) هي مغنية وعارضة وممثلة يابانية، ولدت في 19 يوليو 1968 في اليابان.

## وصلات خارجية
- آية سوجيموتو على موقع IMDb (الإنجليزية)
- آية سوجيموتو على موقع ميوزك برينز (الإنجليزية)
- آية سوجيموتو على موقع أول موفي (الإنجليزية)
- آية سوجيموتو على موقع قاعدة بيانات الفيلم (الإنجليزية)